# Entomogramma
Entomogramma is een geslacht van vlinders van de familie spinneruilen (Erebidae), uit de onderfamilie Catocalinae.

## Soorten
- E. falcata Hulstaert, 1924
- E. fautrix Guenée, 1852
- E. grisea Wallengren, 1856
- E. mediocris Walker, 1865
- E. pardus Guenée, 1852
- E. postistrigaria Walker, 1865
- E. radiata Pagenstecher, 1900
- E. torsa Guenée, 1852